# Loxosceles adelaida
Espèce
Loxosceles adelaida est une espèce d'araignées aranéomorphes de la famille des Sicariidae.

## Distribution
Cette espèce est endémique du Brésil. Elle se rencontre à Grajaú dans l'État de Rio de Janeiro et à Areias dans l'État de São Paulo,.

## Description
La femelle holotype mesure 8,5 mm et le mâle décrit par Brignoli en 1972 mesure 6,10 mm.

## Publication originale
- Gertsch, 1967 : The spider genus Loxosceles in South America (Araneae, Scytodidae). Bulletin of the American Museum of Natural History, vol. 136, no 3, p. 117-174 (texte intégral).